# Lista de monarcas soberanos durante as Guerras Napoleônicas

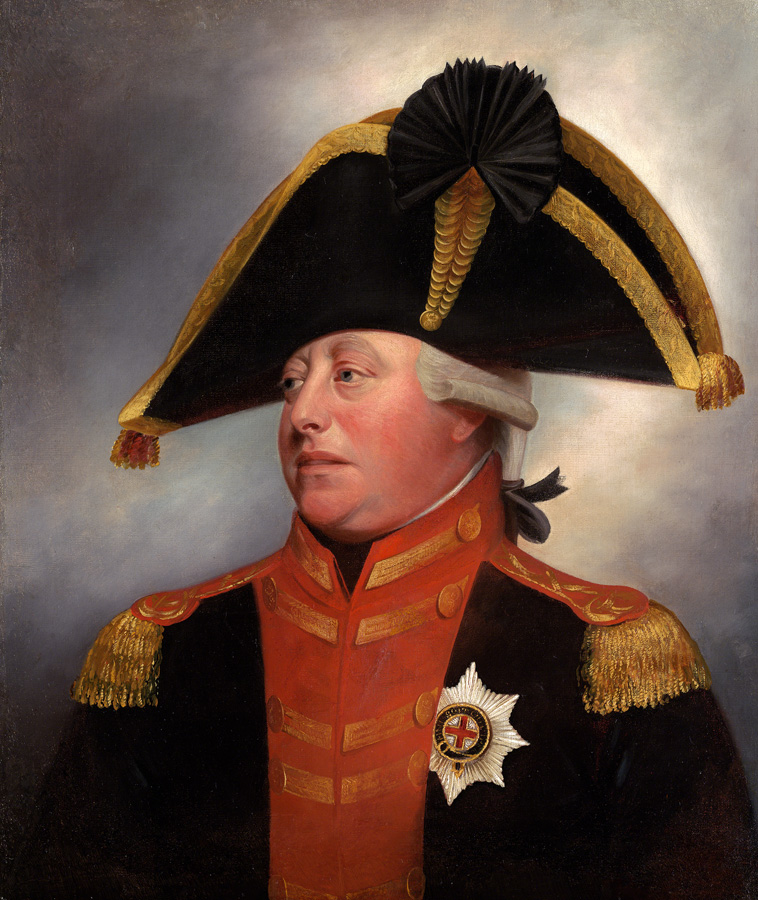
Quando do estopim das Guerras Napoleônicas, em 1803, Jorge III reinava sobre a Grã-Bretanha há 42 anos e permaneceu no trono mais 5 anos após o conflito.

Este artigo lista os monarcas soberanos durante as Guerras Napoleônicas (1803-1815). O conflito foi decorrente das disputas de soberania e influência regional das principais nações europeias de então, a maioria das quais possuíam um sistema monárquico - absolutista ou constitucional - de governo. No cerne do conflito estava a contínua expansão territorial do Império Francês sob o reinado de Napoleão I, da Casa de Bonaparte, e a consequente tentativa dos demais reinos europeus em conter seus avanços através de acordos diplomáticos e coalizações bélicas. 
Neste período, a maioria dos Estados monárquicos eram governados pelo sistema de monarquia parlamentarista, no qual o monarca encabeça o poder executivo em concordância com um parlamento. A exceção era a França que, desde o fim da Revolução Francesa, vinha sendo governada por Bonaparte de forma absolutista mesmo com a existência de jure de um órgão legislativo.
Ao longo do conflito, diversas monarquias e casas reais foram depostas ou dissolvidas, como a Casa de Bourbon na Espanha e na própria França. Em contrapartida, o desenrolar do cenário político no continente europeu também desencadeou transformações políticas abruptas como a transferência da corte portuguesa para o Brasil, que levaria uma década mais tarde à Independência do país e a instauração do Império do Brasil que perduraria até o fim do século XIX. Entretanto, ao fim do conflito, grande parte dos Estados beligerantes mantiveram o sistema monárquico apesar das mudanças territoriais e econômicas.

## Lista de monarcas
| Reino               | Monarca                   | Monarca                                 | Coroação               | Casa real                | Notas |
| ------------------- | ------------------------- | --------------------------------------- | ---------------------- | ------------------------ | --- |
| Áustria             |                           | Imperador Francisco I (1768–1835)       | 11 de agosto de 1804   | Habsburgo-Lorena         | Um dos monarcas mais influentes do período, Francisco I assumiu em 1792 o título de Imperador Romano-Germânico, do qual foi forçado a abdicar em 1804 em função de sua derrota na Batalha de Austerlitz. Ocupou paralelamente os tronos de Hungria, Boémia e Croácia. A partir de 1804, reorganizou o Arquiducado da Áustria e assumiu o título de Imperador Austríaco. |
| China               |                           | Imperador Jiaqing (1760–1820)           | 9 de fevereiro de 1796 | Qing                     | Jiaqing assumiu o trono chinês em 1796, sendo o sexto Imperador da Dinastia Qing. Seu reinado foi marcado pelo controle de rebeliões internas, tensões diplomáticas com o Império Birmanês e pelo crescente contato comercial com o Ocidente sem, no entanto, ter havido o envolvimento direto com as Guerras Napoleônicas. |
| Dinamarca e Noruega |                           | Rei Frederico VI (1768–1839)            | 31 de julho de 1815    | Oldemburgo               | Frederico atuava como Príncipe-Herdeiro Regente do Reino da Dinamarca desde 1784 em função da incapacidade mental de seu pai, Cristiano VII. Com a morte deste em 1804, durante a guerra, Frederico ascendeu ao trono herdando um Estado neutro no conflito e envolvido em questões paralelas contra os ingleses. Esteve aliado indiretamente à França e buscou enfraquecer a influência britânica no Mar do Norte através de uma série de conflitos. |
| Espanha             |                           | Rei Carlos IV (1748–1819)               | 14 de dezembro de 1788 | Bourbon                  | Carlos IV herdou o trono espanhol em 1788 após a morte de seu pai, Carlos III, e seu reinado foi marcado por variações significativas no alinhamento com as demais nações europeias. Em geral, seu reinado manteve a oposição aos ingleses sob influência de seus ministros de Estado, especialmente de Manuel de Godoy. Diante de uma crise política, Carlos IV foi levado a abdicar em 1808 após o motim de Aranjuez. |
| Espanha             |                           | Rei Fernando VII (1784–1833)            | 19 de março de 1808    | Bourbon                  | Fernando VII herdou o trono espanhol imediatamente após a abdicação de seu pai, Carlos IV, com quem mantinha uma série de rivalidades pessoais. No entanto, assumiu o país em meio ao iminente avanço de Napoleão I sobre o território espanhol. Uma tentativa frustrada de uma aliança com a França culminou nas Abdicações de Baiona em 1808, regressando ao trono somente em 1815 com a derrota definitiva das forças napoleônicas. |
| Estados Pontifícios |                           | Papa Pio VII (1742–1823)                | 21 de março de 1800    | –                        | Cardeal Chiaramonti foi eleito Papa no Conclave de 1799-1800 e buscou inicialmente uma relativa conciliação com o Império Francês, formalizada pela assinatura da Concordata de 1801. Diante de sua recusa em apoiar as políticas posteriores de Napoleão I, Pio VII foi detido pelos franceses em Savona, Piemonte e Fontainebleau, respectivamente, a partir de 1806. Tal situação se encerrou somente em 1814 diante da abdicação de Napoleão. |
| França              |                           | Imperador Napoleão I (1769–1821)        | 18 de maio de 1804     | Bonaparte                | Napoleão Bonaparte ascendeu à política como um proeminente comandante militar durante as Guerras Revolucionárias. Em 1799, assumiu o cargo de Primeiro Cônsul e, posteriormente, foi coroado Imperador dos Franceses em 1804 com a constituição do Império Francês. Sua política expansionista e postura diplomática agressiva culminaram na eclosão de diversos conflitos com outros monarcas europeus por mais de uma década. Napoleão foi derrotado na Batalha de Paris em 1814, mas reassumiu o poder brevemente em 1815 antes de sua derrota definitiva na Batalha de Waterloo. |
| Hanôver             |                           | Rei-Eleitor Jorge III (1738–1820)       | 12 de outubro de 1814  | Hanôver                  | Jorge III assumiu o trono britânico em 1760, sendo neto de seu antecessor Jorge II. Seu reinado relativamente estável internamente foi profundamente marcado pela independência das colônias americanas e pelo teatro de operações que resultou no conflito no continente europeu. Jorge III, no entanto, figura como uma relevante liderança na coalização de forças de várias nações europeias e outros monarcas contra o expansionismo napoleônico neste período. |
| Reino Unido         | Rei Jorge III (1738–1820) | 22 de setembro de 1761                  |                        | Hanôver                  | Jorge III assumiu o trono britânico em 1760, sendo neto de seu antecessor Jorge II. Seu reinado relativamente estável internamente foi profundamente marcado pela independência das colônias americanas e pelo teatro de operações que resultou no conflito no continente europeu. Jorge III, no entanto, figura como uma relevante liderança na coalização de forças de várias nações europeias e outros monarcas contra o expansionismo napoleônico neste período. |
| Japão               |                           | Imperador Kōkaku (1771–1840)            | 29 de dezembro de 1780 | Casa Imperial            | |
| Liechtenstein       |                           | Príncipe João I José (1760–1836)        | 24 de março de 1805    | Liechtenstein            | |
| Mónaco              |                           | Príncipe Honorato IV (1758–1819)        | 12 de março de 1795    | Grimaldi                 | |
| Nápoles             |                           | Rei Joaquim I (1767–1815)               | 1 de agosto de 1808    | Murat                    | Inicialmente um Marechal de França das Guerras Revolucionárias, Joaquim Murat foi entronizado como Rei de Nápoles pelo próprio Napoleão I em 1806 após a conquista daquele território pelos franceses na Batalha de Austerlitz. Buscou manter seu conturbado direito ao trono mesmo após a derrota de Napoleão em 1814, quando deu início à eclipsada Guerra Napolitana. Em 1815, Murat foi capturado e deposto por tropas leais a Fernando I. |
| Império Otomano     |                           | Sultão Selim III (1761–1808)            | 7 de abril de 1789     | Otomana                  | |
| Império Otomano     |                           | Sultão Mamude II (1785–1839)            | 28 de julho de 1808    | Otomana                  | |
| Países Baixos       |                           | Rei Guilherme I (1772–1843)             | 30 de março de 1814    | Orange-Nassau            | Guilherme tornou-se Príncipe de Orange em 1806 após a morte de seu pai, Guilherme V, mas perdeu suas possessões territoriais com a dissolução do Sacro Império Romano-Germânico e a subsequente criação da Confederação do Reno. Após a derrota de Napoleão I na Batalha de Leipzig em 1813 e a subsequente devolução dos territórios de Orange-Nassau, Guilherme assumiu o título de Príncipe Soberano dos Países Baixos. |
| Pérsia              |                           | Xá Fate Ali Xá Cajar (1772–1834)        | 17 de junho de 1797    | Cajar                    | |
| Portugal            |                           | Rainha Maria I (1734–1816)              | 13 de maio de 1777     | Bragança                 | |
| Prússia             |                           | Rei Frederico Guilherme III (1770–1840) | 16 de novembro de 1797 | Hohenzollern             | |
| Rússia              |                           | Imperador Alexandre I (1777–1825)       | 15 de setembro de 1801 | Holsácia-Gottorp-Romanov | |
| Sardenha            |                           | Rei Vítor Emanuel I (1759–1824)         | 4 de junho de 1802     | Saboia                   | |
| Saxônia             |                           | Rei Frederico Augusto I (1750–1827)     | 20 de dezembro de 1806 | Wettin                   | |
| Sicília             |                           | Rei Fernando I (1751–1825)              | 6 de outubro de 1759   | Bourbon-Duas Sicílias    | |
| Suécia              |                           | Rei Gustavo IV Adolfo (1778–1837)       | 3 de abril de 1800     | Holsácia-Gottorp         | |
| Suécia              |                           | Rei Carlos XIII (1748–1818)             | 6 de junho de 1809     | Holsácia-Gottorp         | |
| Toscana             |                           | Grã-Duquesa Elisa (1777–1820)           | 3 de março de 1809     | Bonaparte                | |
| Vestfália           |                           | Rei Jerônimo Napoleão I (1784–1860)     | 8 de julho de 1807     | Bonaparte                | |
| Württemberg         |                           | Rei Frederico I (1754–1816)             | 1 de janeiro de 1806   | Württemberg              | |

## Linha do tempo
| Áustria             |                         | Francisco I             | Francisco I             | Francisco I             | Francisco I             | Francisco I             | Francisco I             | Francisco I             | Francisco I             | Francisco I             | Francisco I             | Francisco I             | Francisco I             |
| China               | Jiaqing                 | Jiaqing                 | Jiaqing                 | Jiaqing                 | Jiaqing                 | Jiaqing                 | Jiaqing                 | Jiaqing                 | Jiaqing                 | Jiaqing                 | Jiaqing                 | Jiaqing                 | Jiaqing                 |
| Dinamarca e Noruega | Cristiano VII           | Cristiano VII           | Cristiano VII           | Cristiano VII           | Cristiano VII           | Frederico VI            | Frederico VI            | Frederico VI            | Frederico VI            | Frederico VI            | Frederico VI            | Frederico VI            | Frederico VI            |
| Espanha             | Carlos IV               | Carlos IV               | Carlos IV               | Carlos IV               | Carlos IV               | Fernando VII            | José I                  | José I                  | José I                  | José I                  | José I                  | Fernando VII            | Fernando VII            |
| Estados Papais      | Papa Pio VII            | Papa Pio VII            | Papa Pio VII            | Papa Pio VII            | Papa Pio VII            | Papa Pio VII            | Papa Pio VII            | Papa Pio VII            | Papa Pio VII            | Papa Pio VII            | Papa Pio VII            | Papa Pio VII            | Papa Pio VII            |
| França              | [ nota 2 ]              | Napoleão I              | Napoleão I              | Napoleão I              | Napoleão I              | Napoleão I              | Napoleão I              | Napoleão I              | Napoleão I              | Napoleão I              | Napoleão I              | Napoleão I              | Luís XVIII              |
| Hanôver             | Jorge III               | Jorge III               | Jorge III               | Jorge III               | Jorge III               | Jorge III               | Jorge III               | Jorge III               | Jorge III               | Jorge III               | Jorge III               | Jorge III               | Jorge III               |
| Japão               | Kōkaku                  | Kōkaku                  | Kōkaku                  | Kōkaku                  | Kōkaku                  | Kōkaku                  | Kōkaku                  | Kōkaku                  | Kōkaku                  | Kōkaku                  | Kōkaku                  | Kōkaku                  | Kōkaku                  |
| Nápoles             | Fernando IV             | Fernando IV             | Fernando IV             | José I                  | José I                  | Joaquim I               | Joaquim I               | Joaquim I               | Joaquim I               | Joaquim I               | Joaquim I               | Joaquim I               | Joaquim I               |
| Império Otomano     | Selim III               | Selim III               | Selim III               | Selim III               | Selim III               | Mamude II               | Mamude II               | Mamude II               | Mamude II               | Mamude II               | Mamude II               | Mamude II               | Mamude II               |
| Países Baixos       | [ nota 3 ]              | [ nota 3 ]              | [ nota 3 ]              | [ nota 3 ]              | [ nota 3 ]              | [ nota 3 ]              | [ nota 3 ]              | [ nota 3 ]              | [ nota 3 ]              | [ nota 3 ]              | [ nota 3 ]              | [ nota 3 ]              | Guilherme I             |
| Portugal            | Maria I                 | Maria I                 | Maria I                 | Maria I                 | Maria I                 | Maria I                 | Maria I                 | Maria I                 | Maria I                 | Maria I                 | Maria I                 | Maria I                 | Maria I                 |
| Prússia             | Frederico Guilherme III | Frederico Guilherme III | Frederico Guilherme III | Frederico Guilherme III | Frederico Guilherme III | Frederico Guilherme III | Frederico Guilherme III | Frederico Guilherme III | Frederico Guilherme III | Frederico Guilherme III | Frederico Guilherme III | Frederico Guilherme III | Frederico Guilherme III |
| Reino Unido         | Jorge III               | Jorge III               | Jorge III               | Jorge III               | Jorge III               | Jorge III               | Jorge III               | Jorge III               | Jorge III               | Jorge III               | Jorge III               | Jorge III               | Jorge III               |
| Rússia              | Alexandre I             | Alexandre I             | Alexandre I             | Alexandre I             | Alexandre I             | Alexandre I             | Alexandre I             | Alexandre I             | Alexandre I             | Alexandre I             | Alexandre I             | Alexandre I             | Alexandre I             |
| Suécia              | Gustavo IV Adolfo       | Gustavo IV Adolfo       | Gustavo IV Adolfo       | Gustavo IV Adolfo       | Gustavo IV Adolfo       | Gustavo IV Adolfo       | Gustavo IV Adolfo       | Carlos XIII             | Carlos XIII             | Carlos XIII             | Carlos XIII             | Carlos XIII             | Carlos XIII             |